# Galeruca browni
Galeruca browni är en skalbaggsart som beskrevs av Blake 1945. Galeruca browni ingår i släktet Galeruca och familjen bladbaggar. Inga underarter finns listade i Catalogue of Life.